# Enrique Solari Swayne
Enrique Solari Swayne (* Lima, 1915 - † ídem, 1995) fue un psicólogo y escritor peruano. Es considerado uno de los máximos exponentes del teatro peruano.

## Biografía
Fue hijo del primer Introductor de Embajadores del Ministerio de Relaciones Exteriores y crítico de arte peruano Carlos Solari Sánchez-Concha y su esposa María Virginia Swayne Mendoza, quien era sobrina política del presidente Augusto Leguía. Fue hermano del afamado crítico taurino, crítico de arte, filántropo y miembro fundador de la Asociación de Artistas Aficionados, Manuel Solari Swayne.
Desde muy pequeño fue un apasionado de la lectura. En 1934 viajó a España y Alemania donde estudió medicina, graduándose como psicólogo. En 1939, como consecuencia del estallido de la guerra, dejó Alemania para trasladarse a España, donde permaneció hasta 1940, año en que regresó a Perú.
A su regreso a Perú, colaboró con diferentes diarios y revistas. Escribió artículos de su especialidad que están publicados en las revistas de humanidades “Las Moradas”, “Mar del Sur” y “Revista de Neuropsiquiatría”. Además de desempeñar el cargo de decano de la facultad de psicología y la docencia en la Universidad  Nacional Mayor de San Marcos. desde 1948.

Solari se hace conocido como dramaturgo con la obra Collacocha, drama de contenido social perteneciente a la corriente del realismo nacionalista que constituyó uno de los grandes acontecimientos del teatro peruano del siglo XX. Fue representada en 1956 por la Asociación de Artistas Aficionados que bajo la dirección de Ricardo Roca Rey y con la interpretación protagónica de Luis Álvarez, fue uno de los más grandes éxitos del teatro peruano de hace unas décadas. 
Falleció el 2 de mayo de 1995. Sus restos mortales fueron enterrados por petición propia, en el jardín de su casa ubicada en el distrito de San Juan de Lurigancho.

## Dramaturgia
Ricardo González Vigil, poeta, crítico y escritor peruano, sostiene: “Su contribución principal, la teatral se vincula tanto con la temática regionalista como con el realismo social, en su caso portador de una ideología ajena al marxismo, caracterizada por la afirmación nacionalista y mestiza y la creencia en el progreso forjado por la voluntad del hombre triunfante sobre la naturaleza (postura frecuente en el realismo regionalista) Su realismo social le permite trascender todo localismo y forjar símbolos de la universal lucha del ser humano en pos de un futuro mejor. Su técnica teatral pertenece al siglo XIX, sin las innovaciones del teatro contemporáneo”.
Por otro lado, Enrique Solari Swayne conocía diversos lugares del Perú, ello le permitió tener la experiencia de intimar con la realidad del hombre de los Andes y plasmar en la psicología de sus personajes una gran tenacidad frente a la naturaleza y una lucha constante contra la sociedad.

### Collacocha (1956)
Esta obra es la más conocida y exitosa de Enrique Solari Swayne y  pertenece a una trilogía dedicada a cada una de las regiones geográficas más importantes del Perú. Collacocha corresponde a la sierra; La Mazorca (1965), a la selva; y Áyax Telamonio (1968), a la costa. El tema central de Collacocha es la lucha incesante del ser humano por dominar la naturaleza, por habilitar el suelo como “morada del hombre”, según palabras del autor.
El realismo de los diálogos en Collacocha, así como el idealismo peruanista de sus personajes, hicieron que se imponga como la mejor obra del Primer Festival de Teatro Panamericano en México en 1958, colocándolo en un lugar privilegiado de la dramaturgia latinoamericana. La obra cumbre del autor también se representó en el Teatro Goya de Madrid en 1958, llevada a cabo por la Compañía de los Juglares, dirigida por Miguel Suárez Radillo.
La razón del éxito de esta obra residió tanto en sus méritos propiamente teatrales como en el tema que aborda y sobre todo en el vigoroso aliento universal que exhalan sus personajes y situaciones. “Uno de los mejores dramas, si no el mejor, que se haya escrito en el país” dijo la escritora y periodista peruana Aída Balta. Su grandeza, radica en su simplicidad, plasmada en un personaje paradigmático y en un mensaje fácilmente captable por los espectadores. La tenacidad de su protagonista, el ingeniero Echecopar, representa la lucha simbólica del hombre que no puede ser vencido por los elementos, pues éste al dominar la naturaleza, origina el progreso social, configurando así esta obra un “himno al progreso” donde los túneles representan la realidad dura del Perú, fría, oscura y silenciosa. Roberto Ángeles, dramaturgo, director y maestro de teatro peruano dice “Enfrentar estas condiciones es hacer el Perú. Hay que aprender a dialogar con los túneles como lo hace Echecopar. Hay que enfrentar los elementos.” El personaje del ingeniero Echecopar se gana la simpatía por su labor, que además de ser material, contiene tintes de devoción religiosa, “trabaja para el progreso y para ganar dinero. Su felicidad está en la acción. Y se burla del dolor de la poesía y de la vida en la ciudad. Es consciente de las necesidades de los peruanos pobres y por eso es tan esforzado por cumplir con su trabajo que traerá desarrollo y bienestar. Ama al hombre que trabaja y lo llama familia. Es capaz de dar la vida por él, aunque no lo conozca.” R. Ángeles (2003)
Los parlamentos de los personajes en esta obra denotan la gran pericia para el diálogo de su autor, pues se presentan con gran propiedad y contienen las debilidades de carácter ideológico del mensaje de la obra. Esta misma característica se ve en otras obras del autor.
Una de las últimas representaciones de Collacocha fue la dirigida por Rómulo Assereto para el Teatro La Plaza de Larcomar en julio de 2016, teniendo como elenco a Leonardo Torres (como el ingeniero Echecopar), Irvin Meza Valentín, Aníbal Lozano Herrera, Franz Azañero, Walter Ramírez Rodríguez, Cristian Aldoradin Vega, Olga Acosta y Eduardo Alonso Delgado Rebatta, entre otros.
En esta versión, el director consideró necesario hacer cambios en la dramaturgia para adaptar la obra al contexto del Perú del siglo XXI. "(...)A sesenta años vista de su estreno, Rómulo Assereto propone una relectura del texto original, y lo adapta al Perú del siglo XXI, al que considera distinto, con otra conciencia. Por este motivo, Assereto le ha dado una vuelta de tuerca a la dramaturgia de Solari Swayne para plantear sobre el escenario dilemas que considera más relevantes para el Perú de hoy: ¿Qué progreso buscamos? ¿Cuánto vale ese progreso? ¿Quién decide y quién se sacrifica?" 

#### Las dos versiones de Collacocha
En 1994, en comunicación con la UNESCO, Solari Swayne confirmó que la última y definitiva versión de la obra fue escrita en 1992, señalando que ésta anulaba la anterior y que los cambios eran mínimos. Dichos cambios fueron:
- La primera versión tiene tres actos; mientras la segunda, solo un acto (compuesto por el I y el II de la primera versión) y un epílogo (compuesto por el acto III de la primera versión), por lo tanto, solo un intermedio.
- Disminución drástica de paratextos. La segunda versión contiene menos explícitos acerca de las condiciones del montaje en comparación con la primera.
- La segunda versión tiene varias correcciones en los diálogos.

#### La dedicatoria de Collacocha
Enrique Solari Swayne explica en la dedicatoria de su drama los motivos que le movieron a escribirlo. Además, señala que esta dedicatoria debe figurar en el programa de mano de cualquier compañía que la represente.
"Dedico esta obra, en general a todos los que están empeñados generosa, sana y vigorosamente en forjar un Perú más justo y más feliz. En forma especial la dedico a todos aquellos que están empeñados en la habilitación de nuestro suelo como morada del hombre. Porque, quizá, ellos también podrán decir, con el protagonista de la obra: Estamos combatiendo la miseria humana y estamos construyendo la felicidad de los hombres del futuro"

### La Mazorca (1965)

#### Datos sobre el estreno y primera temporada en escena
En mayo de 1966, previo al estreno, Enrique Solari Sawyne declara para El Comercio: “Pedí nuevamente a Ricardo Roca Rey y al elenco de la AAA que se encargara de mi segunda obra, porque a ellos me une la más cordial amistad, la más amplia confianza y la más fundada admiración”. La obra fue anunciada en la prensa destacando la participación de recientes ganadores del Premio de Teatro Anita Fernandini de Naranjo 1964: Grupo AAA, Enrique Solari, Luis Álvarez, Marcelo Damonte y Ricardo Roca Rey. Los titulares de la noticia decían: “Cinco Premios teatrales 1964 intervienen en La Mazorca”, “La Mazorca junta grandes del teatro”, “La Mazorca junta a cinco laureados” Una de las anécdotas de esta puesta en escena es que antes de la tercera llamada de una de las funciones, Ricardo Roca Rey cae de un andamio por corregir una la ubicación de una luz y sufre una conmoción cerebral. Obtuvo numerosas distinciones por parte de la prensa escrita (Diario El Comercio, Diario Expreso, Diario La Crónica y Diario La Prensa)

#### Reparto del estreno y primera temporada en escena
Luis Álvarez (Pancho García); Saby Kamalich (Fidela, su mujer); Ricardo Blume (su hijo Alberto García); Hernán Romero (su hijo Manuel García); Jorge Montoro (Huamán Chumpitaz, colono); Carlos Tuccio (Fortunato Lama, colono); Américo Valdez (Pablo Chacaltana, arriero); Pablo Fernández (Don Braulio, el rico de la región); Ana María Paz (Muchacha); Aldo Brero y Carlos Johnson (Peones). Escenografía: Marcelo Damonte. Vestuario: Rosa Graña. Asistente de Dirección: Ricardo Blume.

### Áyax Telamonio (1968)

#### Datos sobre su estreno y primera temporada
Se estrenó en el Teatro Municipal de Lima, nuevamente bajo la dirección de Ricardo Roca Rey y actuado por el elenco de la Asociación de Artistas Aficionados como parte de las celebraciones de los 30 años de la AAA y de las bodas de diamante del Colegio La Recoleta. Ana María Portugal escribió en el Diario Correo: “El Justiciero Ayax, todo un homenaje a la justicia es la obra de Solari, empecinado en esta obsesión que le quema y le hace lanzar, unas veces, gritos desesperados; otras, cantos esperanzados… La capacidad lírica de Solari permite que sus personajes y las situaciones que les toca afrontar, se desenvuelvan dentro de una atmósfera de poesía y de sutileza argumental, muy propias del autor”

#### Reparto del estreno y primera temporada
Pablo Fernández (Relator); Carlos Tuccio (Ayax); Hernán Romero (Ulises); Saby Kamalich (Tec - mesa); los muchachos: Eddie Blume, Aldo Zignago, Eduardo Casaverde, Miguel Ángel Flores, Jaime Gjurinovic, Jorge Pollard y Enrique Suito; las muchachas: María Isabel Chiri, Ana María Paz, Marta Chirinos y Esperanza Pancorvo; los hombres: Jorge Guerrero y César Hugo Guerra; las doncellas: Delba Robles y Carmen Gutiérrez. El Himno Délfico a Apolo, partitura griega del siglo III a. C., es interpretado por el Coro de la AAA que dirige Jean Tarnawiecki. Música compuesta especialmente para la obra por José Morelli e interpretada por los Steivos. Utilería mecánica: Taller de Aldo Brero. Asesor de esgrima: Salvattore Munda. Asesor danza griega: Georges D. Morantos. Diseño carátula del programa: Cristina Gálvez. Escenografía: Marcelo Da - monte. Vestuario: Rosa Graña. Asistente de Dirección: Beatriz Cisneros de Roca Rey y Eddie Blume.

### Obras Incompletas (2009)
En el año 2009, el Centro Cultural Ccori Wasi de la Universidad Ricardo Palma rindió un homenaje a Enrique Solari Swayne con la publicación del libro “Obras incompletas”, recopilación de Manuel Solari Morgán, nieto del autor. El libro contiene en obras de teatro, “Collacocha”, “La Mazorca”, “El circo del zorro desencantado” y “Áyax Telamonio”; en novela, “Juanito de Huelva”; en cuento, “El tigre”; otras obras no estrenadas como “El incendio en el zoológico de “Berlín”

## Reconocimiento en su localidad
Es recordado como vecino ilustre de San Juan de Lurigancho, donde vivió con su esposa, Gertrudis Braunsberger de Solari, quien fue una apasionada estudiosa del arte popular y la historia de nuestros pueblos, que sintió y promovió el aprecio por la manufactura indígena en el ámbito mundial. Gertrudis pidió que al morir la enterrasen en el Cementerio El sauce, camposanto creado a principios del siglo XX por los campesinos y pastores de Lurigancho. Así también, los hijos de Enrique Solari Swayne cuentan que antes de su fallecimiento, el dramaturgo excavó una zanja en su propio jardín y les pidió que al morir le enterrasen ahí. Por ello, la biblioteca del Centro cultural del parque Huiracocha lleva su nombre. A pesar de esto, no ha recibido el mérito debido, ya que no existe ningún parque o evento cultural que lleve su nombre, incluso la que fuera su casa en la Av. Lurigancho, fue arrasada para construir un espacio deportivo de grass sintético.
El arqueólogo Julio Abanto Llaque tuvo la intención de convertir la casa del escritor en un centro cultural, y señala en algunos de sus artículos publicados, que la casa de la familia Solari Swayne se encontraban algunos afiches del estreno de Collacocha, cientos de fotos, escritos y reliquias históricas.

## Obras

### Teatro
- Collacocha (1956)
- La mazorca (1966)
- Áyax Telamonio (1968)
- El circo del zorro desencantado (1973)
- El incendio del zoológico de Berlín
- La dulce y amarga verdad de venganza

### Poesía
- Responso a Ranrahirca (1962)
- La cosecha de las horas perdidas (1979)

### Cuento
- El tigre (1983)

### Novela
- Juanito de Huelva (1995)

### Psicología
- La psicología diferencial de los sexos en la Escuela Bioantropológica contemporánea y en la mitología griega (1959)

## Premios y reconocimientos
- Orden al Mérito en el grado de Gran Cruz (mayo de 1995)